# سيبريانو بيريز إي أرياس
سيبريانو بيريز إي أرياس هو سياسي كوستاريكي، ولد في 1784، وتوفي في 1823.